# Olimpíada de xadrez de 1933
A Olimpíada de xadrez de 1933 foi a quinta Olimpíada de Xadrez organizada pela FIDE, realizada em Folkestone entre os dias 12 e 23 de julho, conjuntamente a quarta edição do Campeonato Mundial Feminino de Xadrez. A equipe dos Estados Unidos (Isaac Kashdan, Frank Marshall, Reuben Fine, Arthur William Dake e Albert Simonson) conquistou a medalha de ouro, repetindo o feito da edição anterior, seguido da Tchecoslováquia (Salo Flohr, Karel Treybal, Josef Rejfíř, Karel Opočenský e Karel Skalička) que recebeu a medalha de prata. As equipes da Suécia (Gideon Ståhlberg, Gösta Stoltz, Erik Lundin e Karl Berndtsson-Kullberg), Polônia (Savielly Tartakower, Paulin Frydman, Teodor Regedziński, Izaak Appel, Kazimierz Makarczyk) e Hungria (Géza Maróczy, Lajos Steiner, Árpád Vajda, Kornél Havasi e Andor Lilienthal) dividiram a terceira colocação.

## Quadro de medalhas
| Tabuleiro | Ouro                   | Prata                      | Bronze                                 |
| 1º        | FRA Alexander Alekhine | USA Isaac Kashdan          | POL Savielly Tartakower TCH Salo Flohr |
| 2º        | USA Frank Marshall     | FRA Louis Betbeder Matibet | POL Paulin Frydman                     |
| 3º        | SWE Erik Lundin        | USA Reuben Fine            | LAT Movsas Feigins                     |
| 4º        | TCH Karel Opočenský    | USA Arthur William Dake    | AUT Hans Müller                        |
| res       | HUN Andor Lilienthal   | LTU Leonardas Abramavičius | ENG Conel Alexander                    |